# Sorin Dan Mihalache
Dan Mihalache (nume complet: Sorin Dan Mihalache, n. 18 mai 1971, Timișoara) este un politician român, care a deținut funcțiile de deputat (2004–2008), euro-observator și eurodeputat (2007). Membru al Partidului Național Liberal, în trecut a fost în Partidul Social Democrat.

## Carieră politică
Din 1994, an în care a absolvit facultatea de drept din cadrul Universității din București, Mihalache a fost expert guvernamental în Guvernul României, funcție deținută până în 1997. Între 1997 și 2001 a fost secretar executiv în Alianța pentru România.  A fost consilier al premierului Adrian Năstase între 2001 și 2004, în timpul guvernării Partidului Social Democrat.
În 2004 a fost ales deputat în circumscripția electorală nr. 26 Maramureș, pe listele Uniunii Naționale PSD+PUR. A fost membru al unei comisii permanente (Comisia pentru cultură, arte, mijloace de informare în masă) și al unei comisii de anchetă (Comisia de anchetă privind efectuarea unui control parlamentar asupra activității Societății Române de Televiziune și Societății Române de Radiodifuziune). În cadrul activității sale parlamentare, Sorin Dan Mihalache a fost membru în grupurile parlamentare de prietenie cu Republica Franceză-Adunarea Națională, Republica Federală Germania, Republica Islamică Pakistan și Republica Croația.
A devenit parlamentar european la 1 ianuarie 2007, odată cu aderarea României la Uniunea Europeană, funcție păstrată până la data de 9 decembrie a aceluiași an. A fost membru în Comisia de Bugete (15 ianuarie 2007 – 30 ianuarie 2007), în Comisia Libertăți civile, justiție și afaceri interne (31 ianuarie 2007 – 9 decembrie 2007) și în Delegația parlamentară de cooperare UE-Moldova (15 martie 2007 – 9 decembrie 2007).
La alegerile europarlamentare din 2007, care au avut loc în noiembrie, a fost exclus de Mircea Geoană, președintele PSD, de pe lista de candidați a partidului. Nici la următoarele alegeri europarlamentare din 2009 nu a primit un loc pe lista de candidați ai partidului, astfel că și-a dat demisia din PSD la 6 mai 2009, motivând că „proiectele mele personale nu mai sunt compatibile cu calitatea de membru al PSD”.
În continuare Mihalache a intrat în echipa de campanie a lui Crin Antonescu, fiind directorul de strategie și comunicare al campaniei liderului național-liberal la alegerile prezidențiale din 2009. Anul următor Mihalache a devenit consilier politic al lui Antonescu, iar din mai 2011 a fost secretar general adjunct al PNL.
În 2012, după instalarea guvernului Victor Ponta, Mihalache a ajuns secretar general adjunct al Guvernului, însă a fost dat afară după ce a declarat că parteneriatul strategic al României cu Statele Unite al Americii îl „lasă rece”, în contextul unor declarații de susținere a Agenției Naționale de Integritate de către ambasadorul Statelor Unite ale Americii.
În 2014 Mihalache a fost membru în echipa de campanie a lui Klaus Iohannis. Presa a anunțat după victoria din alegeri a lui Iohannis că Mihalache va fi șef al cancelariei prezidențiale.

## Acuzații
Agenția Națională de Integritate a constatat și a făcut public în noiembrie 2012 faptul că Mihalache s-ar fi aflat în stare de incompatibilitate în intervalul 10 mai – 8 iunie 2012.
Pe 10 aprilie 2014, Dan Mihalache a câștigat definitiv procesul în care era acuzat de Agenția Națională de Integritate de incompatibilitate.